# Oromia-Zone
Oromia ist eine Verwaltungszone innerhalb der Region Amhara in Äthiopien, die mehrheitlich von Oromo bewohnt ist.
Sie ist – neben Agaw Awi und Wag Hamra – eine von drei Speziellen Zonen in Amhara, die mehrheitlich von nicht-amharischen ethnischen Minderheiten bewohnt sind und besondere Selbstverwaltungsrechte haben. Die Zone liegt am östlichen Rand des äthiopischen Hochlandes, Hauptort ist Kemise.
Oromia wurde 1994 gegründet, laut manchen Aussagen auf Druck der separatistischen Oromo-Befreiungsfront, die 1991 und 1992 für eine Autonomie der Oromo in der Amhara-Region agitiert hatte. Die Zone wurde aus vier Woredas (Bati, Dewe, Esseya Gulla und Artuma) der Zone Debub Wollo (Süd-Wollo) und zwei Woredas (Fursi, Sanbete) der Zone Semien Shewa (Süd-Shewa) gebildet. Die Namen und Grenzen der Woredas haben sich seit 1994 mehrfach verändert. 2007 bestanden zum Zeitpunkt der Volkszählung die Woredas Bati, Dawa Chefa, Artuma Fursi, Jile Temuga und Dawa Harewa sowie Kemise Stadt.

## Bevölkerung
Laut Volkszählung 1994 waren von 462.951 Einwohnern 65,34 % Oromo, 31,79 % Amharen und 2,29 % Argobba. 65,08 % sprachen Oromo als Erstsprache und 34,29 % Amharisch. 98,01 % waren Muslime und 1,92 % Äthiopisch-Orthodoxe. 8,52 % lebten in städtischen Gebieten.
2007 betrug die Einwohnerzahl laut Volkszählung 459.847, wovon 11 % (51.709) in insgesamt sechs Städten lebten: Kemise (19.420 Einwohner), Bati (16.710 Einwohner/Bati Woreda), Chefa Robit (5.941/Artuma Fursi Woreda), Sanbete (5.075 Einwohner/Jile Timuga Woreda), Welede (2.876 Einwohner/Dawa Chefa Woreda) und Bora (1.706 Einwohner/Daga Harewa Woreda). 

## Soziale Lage
5 % haben gemäß einem Weltbankbericht von 2004 Zugang zu Elektrizität. 25 % der Kinder besuchen eine Grundschule und 3 % eine weiterführende Schule. Ein ländlicher Haushalt verfügt über durchschnittlich 0,6 Hektar Land, 10,9 % der Bevölkerung arbeiten außerhalb der Landwirtschaft. In der gesamten Zone besteht das Risiko von Malaria. Als Probleme von Oromia und den gesamten östlichen Randgebieten des Hochlandes nennt der Bericht die Topographie und das Fehlen von Straßen, unregelmäßige Regenfälle, die geringe Produktivität der Landwirtschaft, Mangel an nicht-landwirtschaftlichen Erwerbsmöglichkeiten, Landknappheit und Bodenerosion.